# Christoph Matthäus Pfaff
Christoph Matthäus Pfaff, född den 25 december 1686 i Stuttgart, död den 19 november 1760 i Giessen, var en tysk teolog. 
Pfaff blev efter fleråriga resor professor och (1720) kansler vid universitetet i Tübingen samt 1756 professor, generalsuperintendent och kansler i Giessen. Pfaff var en av sin tids lärdaste och skarpsinnigaste män, oerhört produktiv i litterärt hänseende, men personligen osympatisk, pietist, ortodox och elegant världsman på en gång, äregirig och trätlysten. 
Många värdefulla vetenskapliga verk har utgått av hans hand. Epokgörande på kyrkorättens område blev De originibus juris ecclesiastici, varigenom han grundlade det så kallade kollegialsystemet. Enligt detta betraktas kyrkan som ett fritt kollegium, som tillerkänner regenten kyrklig höghetsrätt, jus circa sacra, men förbehåller sig själv jus in sacra (lära, kult, lagstiftning med mera). 
Ivrigt strävade Pfaff för att åstadkomma en union mellan lutheraner och reformerta. Sorgligt ryktbar har Pfaff blivit för ett inom den vetenskapliga världen lyckligtvis sällsynt tilltag. I yngre dagar utgav han några dittills okända Irenæusfragment, som väckte stort uppseende, men också starka misstankar. 
Pfaffs karaktär motsäger inte möjligheten av vad Adolf von Harnack genom skarpsinnig litterär analys gjort i högsta grad sannolikt, att de nämnda fragmenten är hopsatta av Pfaff själv. Man har skäl att anta, att Pfaff har också andra litterära förfalskningar på sitt samvete.